# Outes

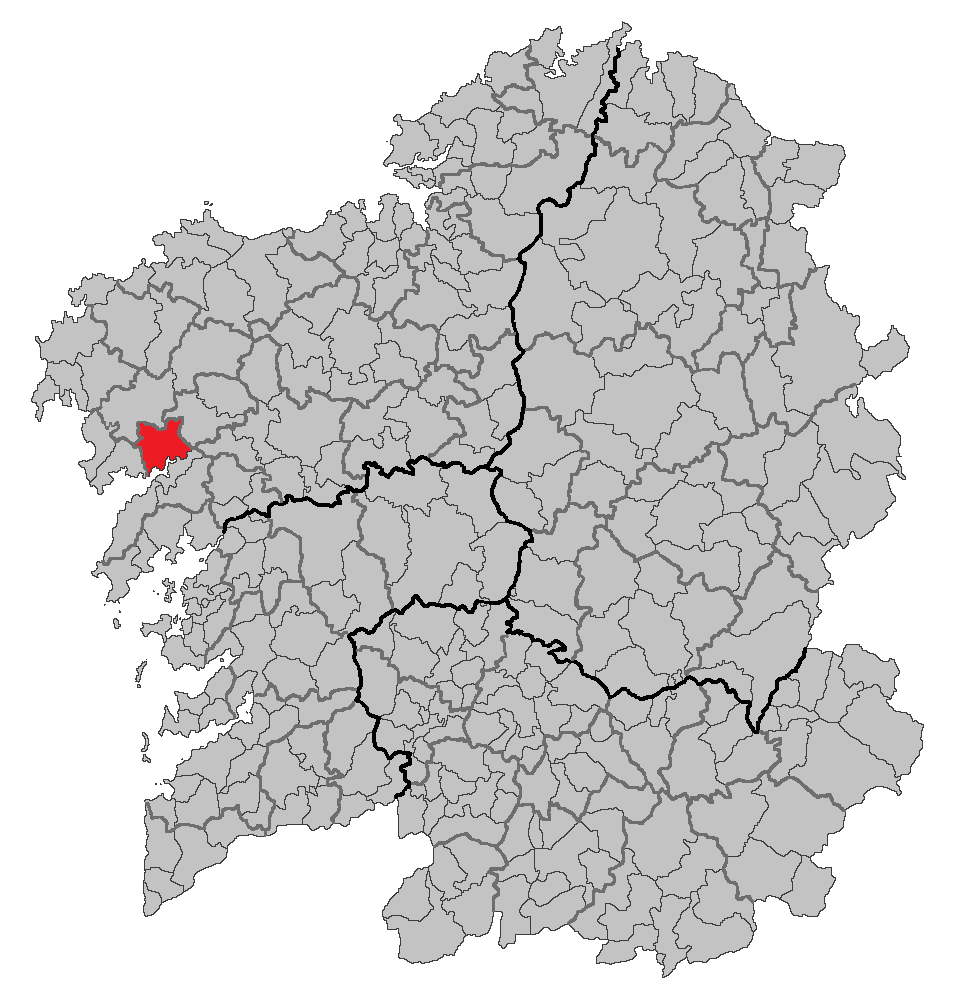
Localização de Outes

Outes é um município da Espanha na província da Corunha, comunidade autónoma da Galiza, de área 100 km² com população de 7.681 habitantes (2007) e densidade populacional de 80,31 hab/km².

## Demografia
| Variação demográfica do município entre 1991 e 2004 | Variação demográfica do município entre 1991 e 2004 | Variação demográfica do município entre 1991 e 2004 | Variação demográfica do município entre 1991 e 2004 |
| --------------------------------------------------- | --------------------------------------------------- | --------------------------------------------------- | --------------------------------------------------- |
| 1991                                                | 1996                                                | 2001                                                | 2004                                                |
| 9.273                                               | 9.283                                               | 8.202                                               | 8.050                                               |